# Amos Tirop Matui
Amos Tirop Matui (* 27. Mai 1976) ist ein kenianischer Langstreckenläufer, der sich auf die Marathondistanz spezialisiert hat.
2003 gewann Matui den Baden-Marathon in 2:17:59 Stunden. 2004 wurde er beim Hannover-Marathon in 2:13:21 Stunden Zweiter und gewann den Hamburg-Halbmarathon in 1:05:26 Stunden. Beim Brüssel-Marathon belegte er in 2:12:14 Stunden den vierten Rang. 2005 siegte er beim Casablanca-Marathon in 2:14:34 Stunden und beim Singapur-Marathon in 2:15:55 Stunden. Im folgenden Jahr wurde er beim Ottawa-Marathon in persönlicher Bestleistung von 2:10:32 Stunden Dritter und verteidigte seinen Titel in Singapur in 2:15:01 Stunden erfolgreich.
2007 belegte Matui in Ottawa in 2:14:11 Stunden den siebten und in Singapur in 2:14:25 Stunden den zweiten Platz. Im nächsten Jahr wurde er beim Ottawa-Marathon in 2:15:15 Stunden Dritter. 2009 gewann er den Nashville-Marathon in 2:13:41 Stunden. Bei den Commonwealth Games 2010 in Neu-Delhi holte er mit einer Zeit von 2:15:58 Stunden die Bronzemedaille im Marathon.
2011 wurde Matui beim Hannover-Marathon mit persönlicher Bestzeit von 2:10:07 Stunden Dritter.